# Elizabeth Line
| |                       |                        |                        |
| Streckenlänge: | 118 km                |                        |                        |
| Spurweite: | 1435 mm (Normalspur)  |                        |                        |
| Stromsystem: | 25 kV 50 Hz ~         |                        |                        |
| Streckengeschwindigkeit: | (90 mph) 144 km/h     |                        |                        |
| Zugbeeinflussung: | ETCS, CBTC, AWS, TPWS |                        |                        |
| Zweigleisigkeit: | durchgehend           |                        |                        |
| |                       |                        |                        |
| \| \| \| Reading \| \| \| \| \| Twyford \| \| \| \| \| Maidenhead \| \| \| \| \| Themse \| \| \| \| \| Taplow \| \| \| \| \| Burnham \| \| \| \| \| Slough \| \| \| \| \| Langley \| \| \| \| \| Iver \| \| \| \| \| West Drayton \| \| \| \| \| Heathrow Terminal 5 \| \| \| \| \| Heathrow Terminal 4 \| \| \| \| \| Heathrow Terminals 2&3 \| \| \| \| \| \| \| \| \| \| Airport Junction \| \| \| \| \| Hayes & Harlington \| \| \| \| \| Southall \| \| \| \| \| Hanwell \| \| \| \| \| West Ealing \| \| \| \| \| Ealing Broadway \| \| \| \| \| Acton Main Line \| \| \| \| \| Old Oak Common \| \| \| \| \| \| \| \| \| \| \| \| \| \| \| Paddington \| \| \| \| \| Bond Street \| \| \| \| \| Tottenham Court Road \| \| \| \| \| Farringdon \| \| \| \| \| Liverpool Street \| \| \| \| \| \| \| \| \| \| Whitechapel \| \| \| \| \| \| \| \| \| \| Canary Wharf \| \| \| \| \| Stratford \| \| \| \| \| Custom House \| \| \| \| \| Connaught-Tunnel \| \| \| \| \| Maryland \| \| \| \| \| Themse \| \| \| \| \| Woolwich \| \| \| \| \| Forest Gate \| \| \| \| \| Abbey Wood \| \| \| \| \| Manor Park \| \| \| \| \| Ilford \| \| \| \| \| Seven Kings \| \| \| \| \| Goodmayes \| \| \| \| \| Chadwell Heath \| \| \| \| \| Romford \| \| \| \| \| Gidea Park \| \| \| \| \| Harold Wood \| \| \| \| \| Brentwood \| \| \| \| \| Shenfield \| \| |                       |                        |                        |
| Kopfbahnhof Streckenanfang |                       | Reading                | Reading                |
| Bahnhof |                       | Twyford                | Twyford                |
| Bahnhof |                       | Maidenhead             | Maidenhead             |
| Brücke über Wasserlauf |                       | Themse                 | Themse                 |
| Haltepunkt / Haltestelle |                       | Taplow                 | Taplow                 |
| Haltepunkt / Haltestelle |                       | Burnham                | Burnham                |
| Bahnhof |                       | Slough                 | Slough                 |
| Haltepunkt / Haltestelle |                       | Langley                | Langley                |
| Haltepunkt / Haltestelle |                       | Iver                   | Iver                   |
| Haltepunkt / Haltestelle |                       | West Drayton           | West Drayton           |
| Kopfbahnhof Streckenanfang (im Tunnel) · Strecke |                       | Heathrow Terminal 5    | Heathrow Terminal 5    |
| Kopfbahnhof Streckenanfang und quer (im Tunnel) · Abzweig geradeaus und von rechts (im Tunnel) · Strecke |                       | Heathrow Terminal 4    | Heathrow Terminal 4    |
| Bahnhof (im Tunnel) · Strecke |                       | Heathrow Terminals 2&3 | Heathrow Terminals 2&3 |
| Tunnelende · Strecke |                       |                        |                        |
| Abzweig geradeaus und von links · Strecke nach rechts |                       | Airport Junction       | Airport Junction       |
| Bahnhof |                       | Hayes & Harlington     | Hayes & Harlington     |
| Bahnhof |                       | Southall               | Southall               |
| Haltepunkt / Haltestelle |                       | Hanwell                | Hanwell                |
| Bahnhof |                       | West Ealing            | West Ealing            |
| Bahnhof |                       | Ealing Broadway        | Ealing Broadway        |
| Haltepunkt / Haltestelle |                       | Acton Main Line        | Acton Main Line        |
| ehemaliger Haltepunkt / Haltestelle |                       | Old Oak Common         | Old Oak Common         |
| |                       |                        |                        |
| Tunnelanfang · Strecke |                       |                        |                        |
| |                       | Paddington             |                        |
| Bahnhof (im Tunnel) |                       | Bond Street            | Bond Street            |
| Bahnhof (im Tunnel) |                       | Tottenham Court Road   | Tottenham Court Road   |
| Bahnhof (im Tunnel) |                       | Farringdon             | Farringdon             |
| |                       | Liverpool Street       |                        |
| Strecke von links (im Tunnel) · Strecke nach rechts (im Tunnel) · Strecke |                       |                        |                        |
| Bahnhof (im Tunnel) · Strecke |                       | Whitechapel            | Whitechapel            |
| Abzweig geradeaus und nach links (im Tunnel) · Strecke quer (im Tunnel) · Abzweig geradeaus und von rechts |                       |                        |                        |
| Bahnhof (im Tunnel) · Strecke |                       | Canary Wharf           | Canary Wharf           |
| Tunnelende · Bahnhof |                       | Stratford              | Stratford              |
| Bahnhof · Strecke |                       | Custom House           | Custom House           |
| Tunnel · Strecke |                       | Connaught-Tunnel       | Connaught-Tunnel       |
| Tunnelanfang · Haltepunkt / Haltestelle |                       | Maryland               | Maryland               |
| Strecke unter Wasserlauf (im Tunnel) · Strecke |                       | Themse                 | Themse                 |
| Haltepunkt / Haltestelle (im Tunnel) · Strecke |                       | Woolwich               | Woolwich               |
| Tunnelende · Haltepunkt / Haltestelle |                       | Forest Gate            | Forest Gate            |
| Kopfbahnhof Streckenende · Strecke |                       | Abbey Wood             | Abbey Wood             |
| Haltepunkt / Haltestelle |                       | Manor Park             | Manor Park             |
| Bahnhof |                       | Ilford                 | Ilford                 |
| Haltepunkt / Haltestelle |                       | Seven Kings            | Seven Kings            |
| Haltepunkt / Haltestelle |                       | Goodmayes              | Goodmayes              |
| Haltepunkt / Haltestelle |                       | Chadwell Heath         | Chadwell Heath         |
| Bahnhof |                       | Romford                | Romford                |
| Haltepunkt / Haltestelle |                       | Gidea Park             | Gidea Park             |
| Haltepunkt / Haltestelle |                       | Harold Wood            | Harold Wood            |
| Haltepunkt / Haltestelle |                       | Brentwood              | Brentwood              |
| Kopfbahnhof Streckenende |                       | Shenfield              | Shenfield              |

Die 2022 eröffnete Elizabeth Line in London (ursprünglicher Projektname Crossrail) ist ein S-Bahn-ähnliches Nahverkehrsangebot, das als leistungsfähige Ost-West-Verbindung die London Underground entlastet. Die Elizabeth Line verbindet Teile von Berkshire, Buckinghamshire und Essex mit den zentralen und südöstlichen Bezirken von Greater London. Herzstück des Projekts sind Tunnelstrecken von 21,6 km Länge, die das Stadtzentrum von West nach Ost durchqueren. Der Haupttunnel verläuft vom Bahnhof Paddington über Liverpool Street und Canary Wharf nach Abbey Wood. Ein weiterer Tunnel zweigt bei Whitechapel ab und führt nach Stratford. Der zentrale Tunnelabschnitt wurde im Mai 2022 eröffnet. Zunächst verkehrten die Züge nur auf dem Streckenast nach Abbey Wood durch den zentralen Tunnelabschnitt. Die restlichen Streckenabschnitte nach Reading/Heathrow und Shenfield folgten im November 2022. Im zentralen Abschnitt fahren bis zu 24 Züge je Stunde und Richtung.
Ursprünglich war die Eröffnung für 2018 geplant, doch das Projekt verzögerte sich.
Die Bauarbeiten an einem der größten Bahnprojekte Europas begannen 2009. Die Gesamtkosten sind von einem anfänglichen Budget von 14,8 Milliarden Pfund auf 18,3 Milliarden Pfund gestiegen.

## Züge und Infrastruktur

### Fahrzeuge

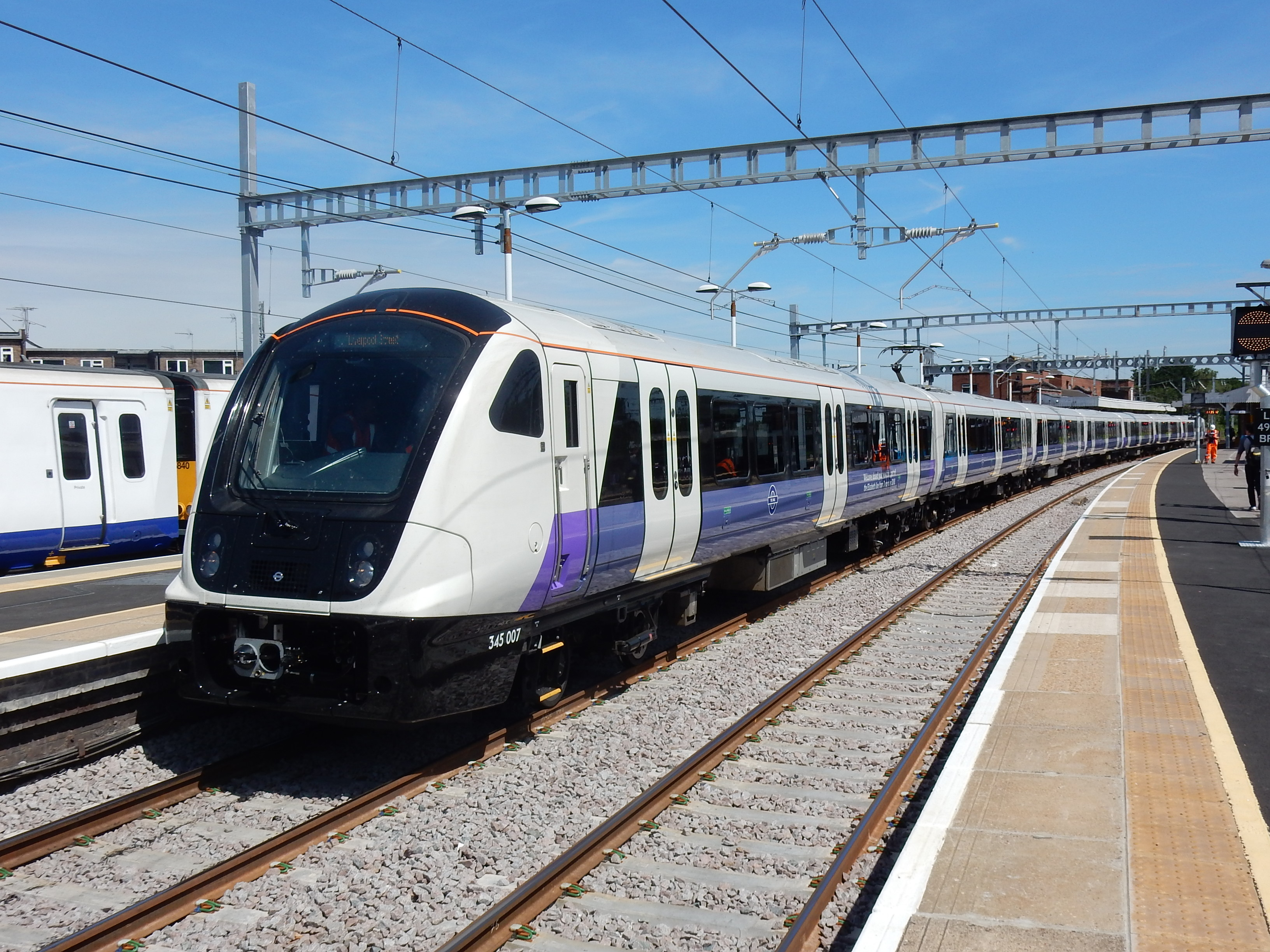
Triebwagenzug der britischen Baureihe 345 (Juli 2017)

Auf den Elizabeth Line-Strecken kommen neu entwickelte Fahrzeuge der britischen Baureihe 345 Aventra zum Einsatz. Der Hersteller Bombardier Transportation fertigte insgesamt 70 Züge. Die neunteiligen Triebwagen sind 205 m lang und erreichen eine Höchstgeschwindigkeit von 145 km/h. Sie bieten Platz für bis zu 1500 Fahrgäste (davon rund 450 Sitzplätze). Die Züge sind vollständig barrierefrei, verfügen über Abteile für Rollstühle und sind mit einer Videoüberwachungsanlage ausgestattet.
Ende März 2011 gab Crossrail bekannt, dass im Ausschreibungsverfahren fünf Bewerber in die engere Auswahl gekommen seien. Einer der Bewerber, Alstom, zog sich im Juli 2011 zurück. Ende Februar 2012 forderte Crossrail die vier übrigen Bewerber CAF, Siemens, Hitachi und Bombardier dazu auf, bis Mitte des Jahres konkrete Angebote zu unterbreiten. Siemens zog sich im Juli 2013 ebenfalls zurück, lieferte danach jedoch die Signal- und Steuerungssysteme.
Transport for London und das Verkehrsministerium teilten im Februar 2014 mit, dass Bombardier den Zuschlag für Bau und Unterhalt der Züge erhalten habe. Der Vertrag umfasste zunächst 66 Züge und den Bau eines Depots beim Bahnknotenpunkt Old Oak Common. Die Züge entstanden im Bombardier-Werk Litchurch Lane in Derby. Dadurch wurden 760 Industriearbeitsplätze geschaffen und 74 % der Wertschöpfung blieben in der britischen Wirtschaft. Der erste Zug verkehrte am 22. Juni 2017. Drei Wochen später, im Juli 2017, kündigte Transport for London die Nachbestellung von vier weiteren Zügen an. Im Juni 2024 wurde die Lieferung von zehn weiteren Triebzügen vereinbart.

### Energieversorgung und Zugbeeinflussung
Die Crossrail-Strecken sind mit 25 kV 50 Hz Wechselspannung elektrifiziert, wobei der Bahnstrom über Oberleitungen zugeführt wird. Dieses System wurde vorher bereits auf der Great Eastern Main Line (GEML) und auf einem Teil der Great Western Main Line (GWML) verwendet. Während die GEML bereits seit den 1950er Jahren elektrifiziert ist, verkehrten auf der GWML zu Beginn des 21. Jahrhunderts noch überwiegend Dieseltriebwagen. Mit der Betriebsaufnahme des Heathrow Express wurde am 23. Juni 1998 der Abschnitt zwischen Paddington und dem Flughafen Heathrow elektrifiziert. Die Elektrifizierung zwischen der Airport Junction (bei Hayes & Harlington) und Maidenhead, ein integraler Bestandteil des Crossrail-Projekts, erfolgte am 28. März 2017. Schließlich kam am 2. Januar 2018 der letzte fehlende Abschnitt zwischen Maidenhead und Reading hinzu.
Es kommen unterschiedliche Zugsicherungs- beziehungsweise Zugbeeinflussungssysteme zum Einsatz: European Train Control System (ETCS Level 2) auf dem westlichen Abschnitt, Communication-Based Train Control (CBTC) mit Automatic Train Operation (ATO) auf dem zentralen Abschnitt und dem Ast nach Abbey Wood (mit einer späteren möglichen Umrüstung auf ETCS) sowie Automatic Warning System (AWS) mit Train Protection and Warning System (TPWS) auf der GEML nach Shenfield.Planungen

### Tunnel
Die zentrale Strecke umfasst fünf separat erstellte Tunnelabschnitte mit einer Gesamtlänge von 21,6 km, die bis zu 40 Meter unter der Erdoberfläche verlaufen. Der westlichste Tunnelabschnitt beginnt bei Royal Oak und führt 6,8 km weit nach Farringdon. Daran schließt sich der 8,3 km lange Abschnitt von Farringdon über Stepney Green zur Limmo-Halbinsel (im Mündungsbereich des River Lea) an, gefolgt vom 0,9 km langen Abschnitt von der Limmo-Halbinsel zum Royal Victoria Dock. Der Abschnitt von Stepney Green zur Pudding Mill Lane bei Stratford ist 2,7 km lang. Ganz im Südosten liegt der 2,9 km lange Abschnitt von North Woolwich unter der Themse hindurch nach Plumstead. Jeder Abschnitt besteht aus zwei einspurigen Tunnelröhren mit einem Innendurchmesser von 6,2 m, jeweils von einer Tunnelbohrmaschine gebohrt. Die aus Beton bestehenden Tübbinge für die Innenauskleidung der Tunnelwände wurden in London, Chatham und Mullingar (Irland) produziert. Der Tunneldurchmesser ist bedeutend größer als bei den Röhrenbahnen der London Underground, wo er lediglich 3,81 m beträgt.

### Bahnhöfe

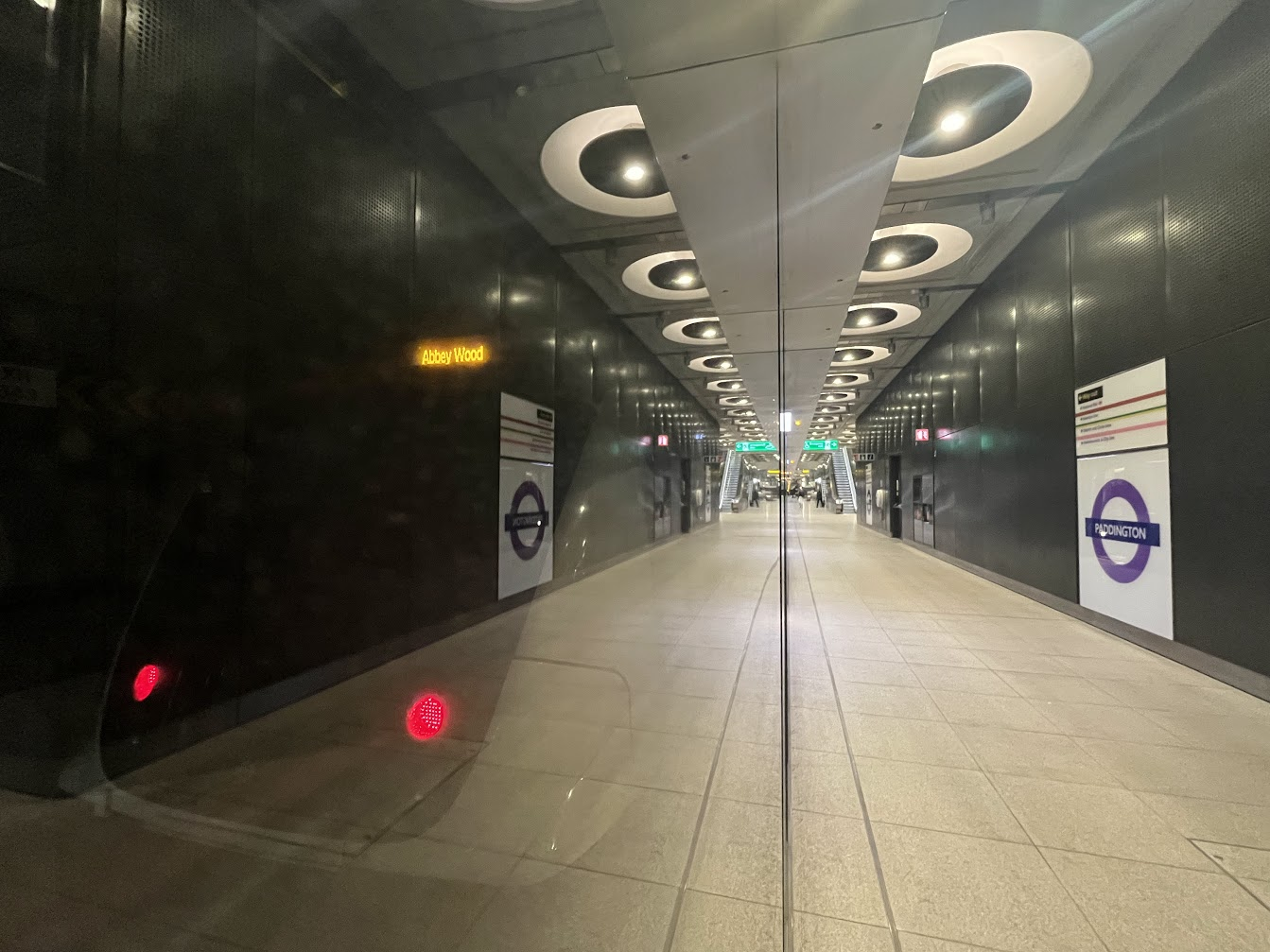
Tunnelbahnhof Paddington (Oktober 2022)

Crossrail erforderte den Bau von acht neuen Tunnelbahnhöfen bei Paddington, Bond Street, Tottenham Court Road, Farringdon, Liverpool Street, Whitechapel, Canary Wharf und Woolwich sowie von zwei oberirdischen Bahnhöfen bei Custom House und Abbey Wood, die Umsteigemöglichkeiten zu anderen Bahnen ermöglichen. Die Bahnsteige sind 250 m lang und verfügen über Bahnsteigtüren. In den bereits vorher bestehenden Bahnhöfen wurden die Bahnsteige verlängert, falls notwendig. Ausnahmen sind die Bahnhöfe Maryland und Manor Park auf der Zweigstrecke nach Shenfield, wo dies aus finanziellen und baulichen Gründen nicht möglich war. Dort können nicht alle Zugtüren geöffnet werden. In einem Testzentrum in Leighton Buzzard in der Grafschaft Bedfordshire wurde 2011 ein Vorführmodell eines Crossrail-Bahnhofs errichtet, um der Öffentlichkeit das zukünftige Design zu präsentieren.
Kritisiert wird, dass TfL die neuen Stationen nicht mit der in Großbritannien bei Network Rail üblichen Bahnsteighöhe von 915 Millimetern gebaut hat. In der Folge ist an vielen Stationen im Bestandsnetz, an denen aufgrund des Mischverkehrs auch Güterzüge durchfahren können müssen, kein barrierefreier Zustieg möglich.

## Strecke

### Westliche Abschnitte

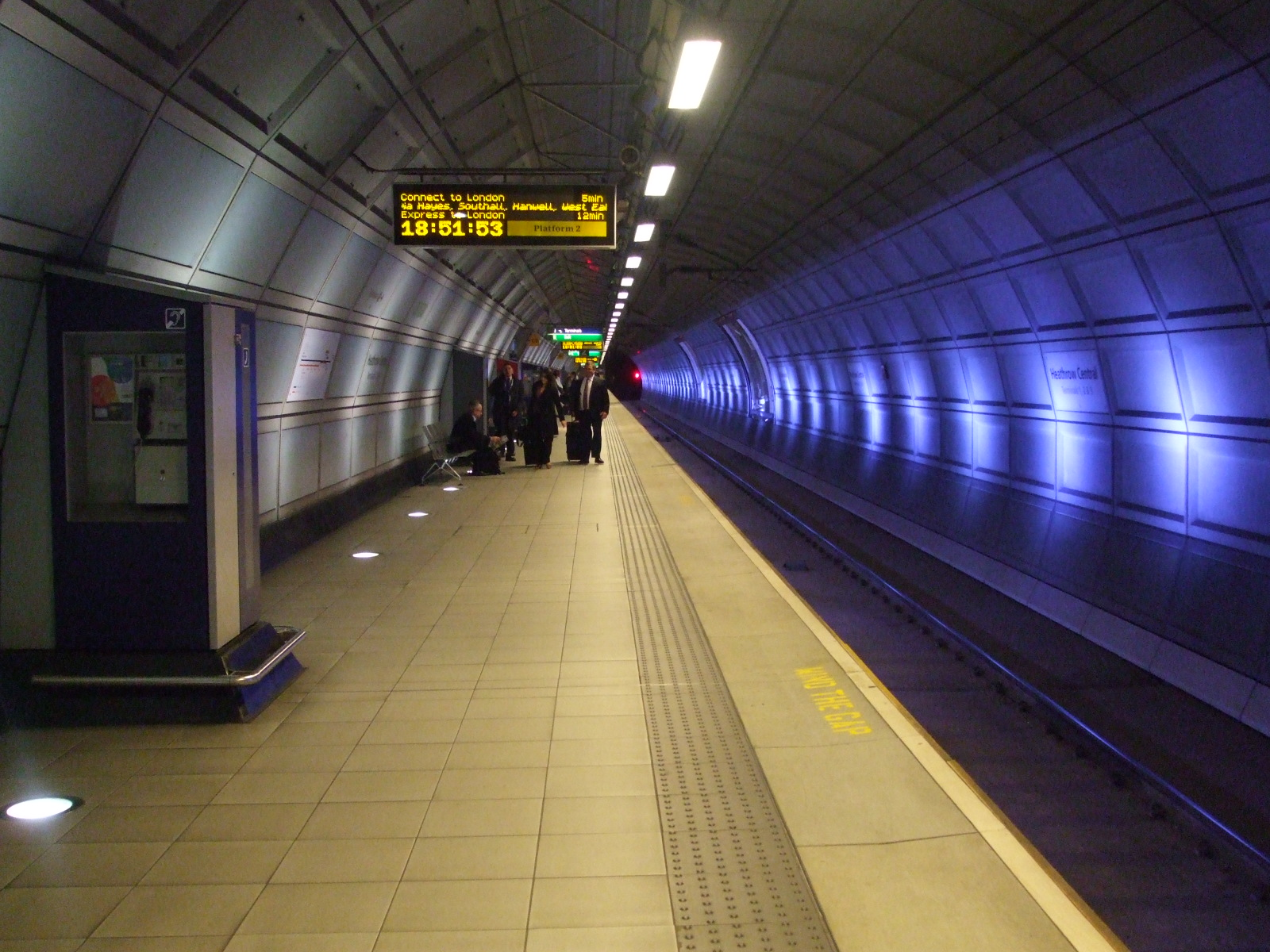
Bahnhof Heathrow Central

Der Hauptteil des westlichen Abschnitts, die Great Western Main Line, verläuft oberirdisch von Reading zum Bahnhof Paddington. Die Bahnhöfe in diesem Bereich wurden modernisiert und ausgebaut. In Acton entstand ein Überwerfungsbauwerk, sodass Reisezüge langsamere Güterzüge überholen können, die dort zu einer Rangieranlage unterwegs sind. Das Bauwerk wurde im Juli 2016 fertiggestellt und im Januar 2017 in Betrieb genommen.
Der Heathrow-Abzweig, der am Airport Junction zwischen Hayes & Harlington und West Drayton beginnt, verfügt über drei Tunnelbahnhöfe im Bereich des Flughafens London Heathrow. Ein Überwerfungsbauwerk bei Hayes & Harlington namens Stockley Flyover erlaubt es Zügen des Heathrow Express, die Crossrail-Gleise kreuzungsfrei zu queren.

### Zentraler Teil
Der zentrale Abschnitt der Verbindung durchquert die Innenstadt in West-Ost-Richtung unterirdisch, wobei sich die Tunnelportale westlich des Bahnhofs Paddington und östlich des Bahnhofs Whitechapel befinden. Es entstanden neue Tunnelbahnhöfe in Paddington, an der Bond Street, an der Tottenham Court Road, in Farringdon, an der Liverpool Street und in Whitechapel. Alle bieten Umsteigemöglichkeiten zu anderen U-Bahn- und/oder Eisenbahnlinien. Aufgrund der Länge und der Positionierung der Bahnsteige ist Farringdon mit der U-Bahn-Station Barbican verbunden, ebenso Liverpool Street mit dem Bahnhof Moorgate.

### Östliche Abschnitte
Östlich des Bahnhofs Whitechapel verzweigt sich die Route. Einer der beiden Streckenäste führt zur bereits bestehenden Great Eastern Main Line, wobei sich das Tunnelportal etwas südlich des Olympiastadions befindet. Via Stratford wird Shenfield erreicht.

Der andere Streckenast führt zunächst im Tunnel zur Canary Wharf und tritt beim Bahnhof Custom House an die Oberfläche. Danach nutzt er einen im Jahr 2006 stillgelegten Streckenabschnitt der North London Line bis North Woolwich. Anschließend unterquert die Strecke die Themse und erreicht via Woolwich den Bahnhof Abbey Wood an der North Kent Line.

Streckenplan

### Liste der Bahnhöfe
| Name                              | Anschlusslinien | Lage                              | Distrikt                          | Region                            |
| Hauptstrecke Reading – Abbey Wood | Hauptstrecke Reading – Abbey Wood                                                                                                 | Hauptstrecke Reading – Abbey Wood | Hauptstrecke Reading – Abbey Wood | Hauptstrecke Reading – Abbey Wood |
| --------------------------------- | --- | --------------------------------- | --------------------------------- | --------------------------------- |
| Reading                           | Great Western Main Line Reading – Taunton Reading – Basingstoke Waterloo – Reading North Downs Line                               | Koord.                            | Reading                           | Berkshire                         |
| Twyford                           | Henley-Zweiglinie | Koord.                            | Wokingham                         | Berkshire                         |
| Maidenhead                        | Marlow-Zweiglinie | Koord.                            | Windsor and Maidenhead            | Berkshire                         |
| Taplow                            | | Koord.                            | Buckinghamshire                   | Buckinghamshire                   |
| Burnham                           | | Koord.                            | Slough                            | Berkshire                         |
| Slough                            | Slough – Windsor & Eton | Koord.                            | Slough                            | Berkshire                         |
| Langley                           | | Koord.                            | Slough                            | Berkshire                         |
| Iver                              | | Koord.                            | Buckinghamshire                   | Buckinghamshire                   |
| West Drayton                      | | Koord.                            | Hillingdon                        | Greater London                    |
| Hayes & Harlington                | Heathrow-Zweigstrecke | Koord.                            | Hillingdon                        | Greater London                    |
| Southall                          | | Koord.                            | Ealing                            | Greater London                    |
| Hanwell                           | | Koord.                            | Ealing                            | Greater London                    |
| West Ealing                       | Greenford-Zweiglinie | Koord.                            | Ealing                            | Greater London                    |
| Ealing Broadway                   | Central Line District Line | Koord.                            | Ealing                            | Greater London                    |
| Acton Main Line                   | | Koord.                            | Ealing                            | Greater London                    |
| Old Oak Common                    | High Speed 2 North London Line West London Line Acton – Northolt Bakerloo Line Central Line                                       | Koord.                            | Hammersmith and Fulham            | Greater London                    |
| Paddington                        | Great Western Main Line Heathrow Express Bakerloo Line Circle Line District Line Hammersmith & City Line                          | Koord.                            | City of Westminster               | Greater London                    |
| Bond Street                       | Central Line Jubilee Line | Koord.                            | City of Westminster               | Greater London                    |
| Tottenham Court Road              | Central Line Northern Line Crossrail 2                                                                                            | Koord.                            | Camden                            | Greater London                    |
| Farringdon                        | Thameslink Circle Line Hammersmith & City Line Metropolitan Line                                                                  | Koord.                            | Islington                         | Greater London                    |
| Liverpool Street                  | Great Eastern Main Line West Anglia Main Line Lea Valley Lines Central Line Circle Line Hammersmith & City Line Metropolitan Line | Koord.                            | City of London                    | Greater London                    |
| Whitechapel                       | Shenfield-Zweigstrecke East London Line District Line Hammersmith & City Line                                                     | Koord.                            | Tower Hamlets                     | Greater London                    |
| Canary Wharf                      | Jubilee Line Docklands Light Railway                                                                                              | Koord.                            | Tower Hamlets                     | Greater London                    |
| Custom House                      | Docklands Light Railway | Koord.                            | Newham                            | Greater London                    |
| Woolwich                          | | Koord.                            | Greenwich                         | Greater London                    |
| Abbey Wood                        | North Kent Line | Koord.                            | Greenwich / Bexley                | Greater London                    |
| Heathrow-Zweigstrecke             | |                                   |                                   |                                   |
| Hayes & Harlington                | |                                   | Hillingdon                        | Greater London                    |
| Heathrow Terminals 2&3            | Heathrow Express Piccadilly Line                                                                                                  | Koord.                            | Hillingdon                        | Greater London                    |
| Heathrow Terminal 4               | Piccadilly Line | Koord.                            | Hillingdon                        | Greater London                    |
| Heathrow Terminal 5               | Heathrow Express Piccadilly Line                                                                                                  | Koord.                            | Hillingdon                        | Greater London                    |
| Shenfield-Zweigstrecke            | |                                   |                                   |                                   |
| Whitechapel                       | East London Line District Line Hammersmith & City Line                                                                            |                                   | Tower Hamlets                     | Greater London                    |
| Stratford                         | Great Eastern Main Line West Anglia Main Line North London Line Central Line Jubilee Line Docklands Light Railway                 | Koord.                            | Newham                            | Greater London                    |
| Maryland                          | | Koord.                            | Newham                            | Greater London                    |
| Forest Gate                       | | Koord.                            | Newham                            | Greater London                    |
| Manor Park                        | | Koord.                            | Newham                            | Greater London                    |
| Ilford                            | | Koord.                            | Redbridge                         | Greater London                    |
| Seven Kings                       | | Koord.                            | Redbridge                         | Greater London                    |
| Goodmayes                         | | Koord.                            | Redbridge                         | Greater London                    |
| Chadwell Heath                    | | Koord.                            | Redbridge                         | Greater London                    |
| Romford                           | Romford – Upminster | Koord.                            | Havering                          | Greater London                    |
| Gidea Park                        | | Koord.                            | Havering                          | Greater London                    |
| Harold Wood                       | | Koord.                            | Havering                          | Greater London                    |
| Brentwood                         | | Koord.                            | Brentwood                         | Essex                             |
| Shenfield                         | Great Eastern Main Line Shenfield – Southend                                                                                      | Koord.                            | Brentwood                         | Essex                             |

## Geschichte

### Planungen

#### Vorschläge von 1948
Der Eisenbahnhistoriker George Dow präsentierte im Juni 1941 in der Zeitung The Star erstmals ein Konzept von Eisenbahntunneln mit großem Durchmesser, die im Zentrum Londons die Kopfbahnhöfe Paddington und Liverpool Street miteinander verbinden sollten. Er schlug auch Nord-Süd-Linien vor und nahm damit die Thameslink-Linien der Nachkriegsjahre vorweg. Das gegenwärtige Crossrail-Projekt geht auf den County of London Plan von 1943 und den Greater London Plan von 1944 zurück, beide vom Stadtplaner Patrick Abercrombie erarbeitet. Diese Konzepte wurden vom Railway (London Plan) Committee eingehend überprüft, das 1946 und 1948 Bericht erstattete. Route A hätte von Loughborough Junction nach Euston geführt, wobei die Blackfriars-Brücke neu gebaut worden wäre. Route F hätte Lewisham über Fenchurch Street, Trafalgar Square, Marble Arch und Marylebone mit Kilburn verbunden. Letztlich wurde nur Route C um 1970 in Form der Victoria Line verwirklicht, wenn auch mit Tunnelröhren von geringerem Durchmesser.

#### Vorschläge von 1974
Der Begriff Crossrail erschien erstmals 1974 im London Rail Study Report eines Lenkungsausschusses, der vom Umweltministerium und dem Greater London Council eingesetzt worden war, um zukünftige Verkehrsbedürfnisse zu untersuchen und strategische Pläne für London und Südostengland zu erstellen. Der Bericht enthielt mehrere Optionen für neue Linien und Erweiterungen, darunter die Jubilee Line (damals Fleet Line genannt) nach Fenchurch Street, die River Line (heutiger östlicher Teil der Jubilee Line) und die Chelsea–Hackney-Linie. Vorgeschlagen wurden auch die Wiedereröffnung des Snow-Hill-Tunnels und der Bau zweier tief liegender Eisenbahntunnel.
- nördlicher Tunnel: von Paddington nach Liverpool Street (via Marble Arch, Bond Street, Leicester Square/Covent Garden und Holborn/Ludgate)
- südlicher Tunnel: von Victoria nach London Bridge (via Green Park/Piccadilly, Leicester Square/Covent Garden, Ludgate/Blackfriars und Cannon Street/Monument)

Die Studie von 1974 ging davon aus, dass stündlich während der Hauptverkehrszeit 14.000 Fahrgäste den nördlichen und 21.000 den südlichen Tunnel benutzen würden. Dabei wurden Vergleiche mit dem RER Paris und der S-Bahn Hamburg gezogen. Angedacht war auch ein Anschluss des Flughafens Heathrow. Obwohl das Konzept als einfallsreich galt, existierte nur eine vage Kostenschätzung von 300 Millionen Pfund. Die Autoren empfahlen eine Machbarkeitsstudie mit hoher Dringlichkeit, ebenso eine planerische Absicherung des Tunnelverlaufs.

#### Vorschläge von 1989
Die Central London Rail Study von 1989 empfahl drei Tunnel nach British-Rail-Standard zwischen verschiedenen Teilen des bestehenden Bahnnetzes, mit den Bezeichnungen East-West Crossrail, City Crossrail und North-South Crossrail. Das Ost-West-Projekt sah eine Strecke von Liverpool Street nach Paddington/Marylebone vor, mit zwei Verbindungen am westlichen Ende zur Great Western Main Line und zur Metropolitan Line. Die City-Route wurde als neue Verbindung von der Great Northern Route durch die City of London nach London Bridge vorgeschlagen. Die Nord-Süd-Route sollte Züge von der West Coast Main Line, Thameslink und Great Northern Route bei Euston und King’s Cross/St Pancras bündeln und diese in einen Tunnel über Tottenham Court Road nach Victoria führen, von wo aus sie weiter nach Crystal Palace und Hounslow verkehren würden. Der Bericht schlug auch eine Reihe weiterer Linien vor, darunter eine Thameslink Metro und eine neue Chelsea–Hackney-Linie. Die Kosten für die Ost-West-Route inklusive Fahrzeuge wurden auf 885 Millionen Pfund geschätzt.

#### Vorschläge von 2003/04

Nicht verwirklichter Superlink

Cross London Rail Links (CLRL) – ein Joint Venture von Transport for London und dem Verkehrsministerium – entwickelte ab 2001 den Ost-West-Plan weiter, ebenso eine Linie zwischen Wimbledon und Hackney. 2003 und 2004 fand eine 50-tägige Wanderausstellung statt, die die Vorschläge an 30 verschiedenen Orten vorstellte.
Ein ehrgeizigerer Vorschlag war der auf 13 Milliarden Pfund veranschlagte Superlink im Jahr 2004, der weitere Infrastrukturbauten außerhalb Londons umfasste: Zusätzlich zum Ost-West-Tunnel hätten neue Linien Cambridge, Ipswich, Southend-on-Sea, Pitsea, Reading, Basingstoke und Northampton erschlossen. Gemäß den Promotoren hätte der Superlink viermal so viele Fahrgäste befördert und als Ergebnis davon geringere Subventionen der öffentlichen Hand erfordert. Bürgermeister Ken Livingstone und das Verkehrsministerium unterstützten diesen Vorschlag nicht.

### Crossrail-Projekt und Genehmigung

Crossrail-Logo

Zur Genehmigung des Crossrail-Projekts waren Beratungen im britischen Parlament erforderlich. Eine Kommission von Mitgliedern des House of Commons traf sich zwischen Dezember 2005 und Oktober 2007. Die Kommission gab im Juli 2006 einen Vorbescheid bekannt, der die Promotoren dazu aufrief, einen Bahnhof in Woolwich hinzuzufügen. Die Regierung als Bauherrin wollte dies zunächst nicht tun, da sonst die Erschwinglichkeit des ganzen Projekts gefährdet gewesen sei, lenkte dann aber später ein. Während das Gesetz noch in der Beratung war, ordnete Verkehrsministerin Ruth Kelly am 24. Januar 2008 raumplanerische Maßnahmen an, um den vorgesehenen Verkehrskorridor vor anderen Bauvorhaben zu schützen, die Crossrail und möglichen zukünftigen Erweiterungen sonst im Wege gestanden hätten. Im Februar 2008 wurde der Gesetzesvorschlag durch ein Komitee des House of Lords beraten. Am 22. Juli 2008 erlangte der Crossrail Act 2008 durch königliche Zustimmung (Royal Assent) Gesetzeskraft.
Dem Crossrail Act 2008 beigeordnet waren eine Umweltverträglichkeitsprüfung, Pläne und sonstige dazu gehörende Informationen. Das Gesetz gab dem Unternehmen Cross London Rail Links die notwendigen Befugnisse, die Bahnstrecke zu bauen. Verkehrsminister Andrew Adonis gab eine Beteiligung von BAA in der Höhe von 230 Millionen Pfund bekannt und bestätigte, dass die Finanzierung trotz der weltweiten Finanzkrise gesichert sei. Die Geldgeber (darunter Transport for London (TfL), das Verkehrsministerium, Network Rail, BAA und die City of London) sicherten am 4. Dezember 2008 die vollständige Finanzierung in der Höhe von 15,9 Milliarden Pfund zu. Transport for London teilte im Dezember 2018 mit, dass zu den 600 Millionen Pfund, die im Sommer 2018 übergeben wurden, bis zu 2,2 Milliarden Pfund zusätzlich erforderlich wären. Das endgültige Budget von Crossrail beläuft sich dann auf bis zu 17,6 Milliarden Pfund, einschließlich Notfallfinanzierung.
Transport for London erhielt am 7. September 2009 von der Europäischen Investitionsbank ein Darlehen von einer Milliarde Pfund zugesprochen. Nach der Unterhauswahl 2010 bestätigte die neue konservativ-liberale Koalitionsregierung, dass das Projekt wie vereinbart fortgeführt werde. Gemäß dem ursprünglichen Zeitplan hätten die ersten Züge 2017 verkehren sollen. Eine im selben Jahr durchgeführte finanzielle Analyse ergab, dass durch eine einfachere, aber langsamere Bauweise (ermöglicht durch weniger Tunnelbohrmaschinen und Zugangsschächte) mehr als eine Milliarde Pfund eingespart werden könne. Somit verschob sich die Inbetriebnahme des zentralen Abschnitts um ein Jahr.
Das Projekt wurde durch das Unternehmen Crossrail Ltd. umgesetzt. Es war bis Dezember 2008 in gemeinsamem Besitz von Transport for London und dem britischen Verkehrsministerium, danach ging es in vollständigem Besitz von TfL über. Für die Verwirklichung des Projekts stehen dem Unternehmen 16 Milliarden Pfund zur Verfügung. Während die Zweigstrecken im Westen und nach Shenfield weiterhin im Besitz von Network Rail bleiben, besitzt und betreibt TfL den Tunnel im Stadtzentrum und nach Woolwich.

### Umsetzung des Projekts

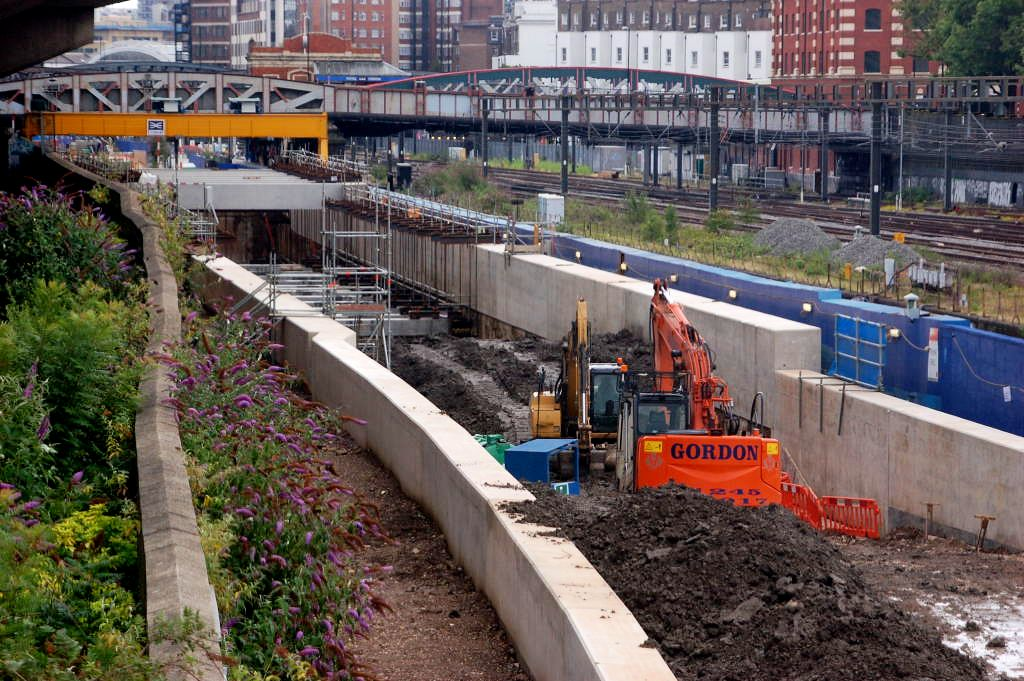
Westliches Tunnelportal bei Royal Oak (Juli 2011)

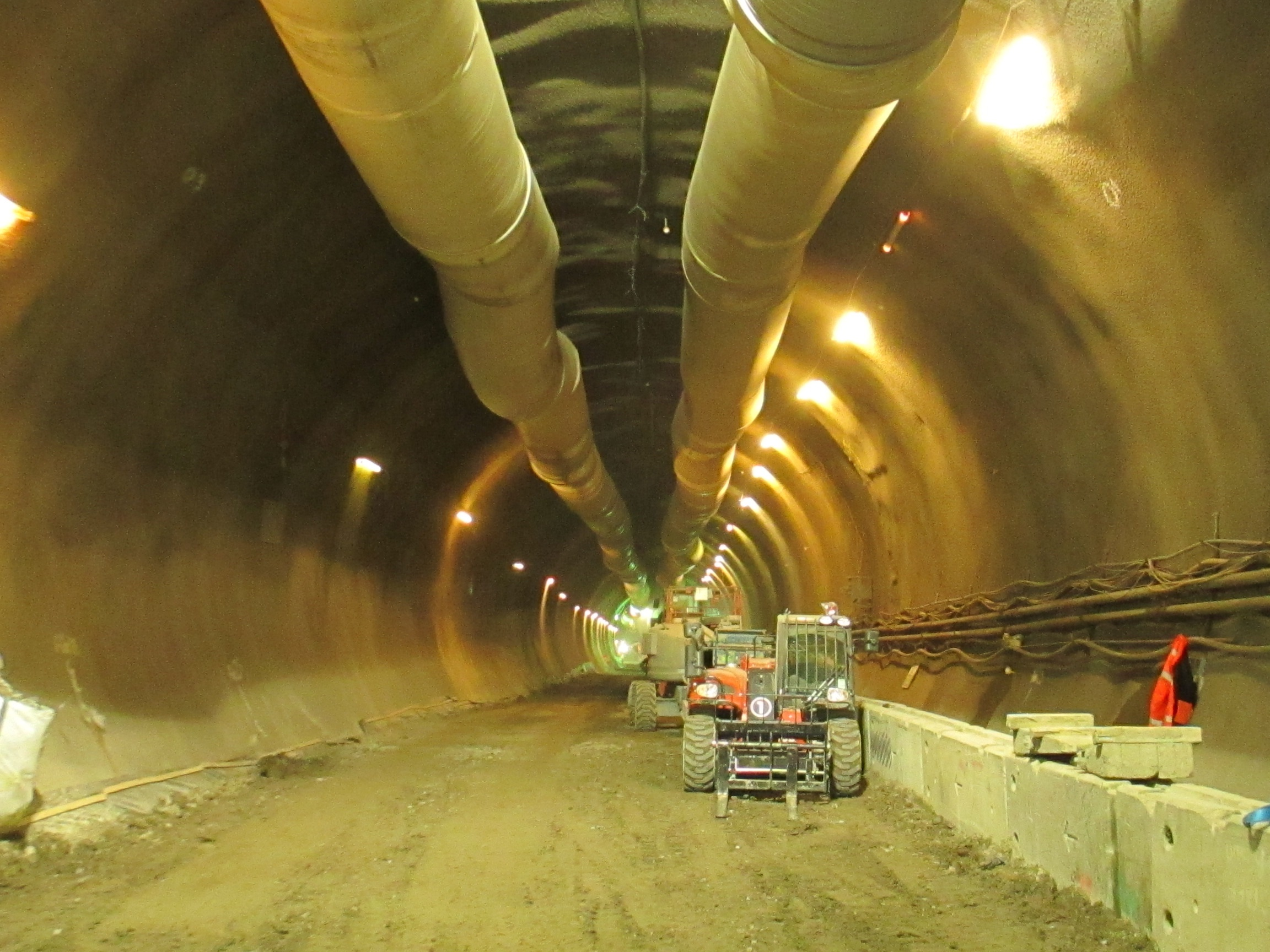
Innenausbau des Tunnels bei Whitechapel (Dezember 2013)

#### Bauarbeiten
Premierminister Gordon Brown und Bürgermeister Boris Johnson nahmen am 15. Mai 2009 an der Grundsteinlegung teil. Erste Baumaßnahme waren Tiefgründungen im Bereich des neuen Bahnhofs Canary Wharf. Im September 2009 begannen vorbereitende Arbeiten an der Tottenham Court Road, wofür zuvor die Enteignung und der Abriss mehrerer Gebäude (darunter das Astoria Theatre) erforderlich gewesen war. Die Tunnelbohrung gestaltete sich dort besonders anspruchsvoll, da der Crossrail-Tunnel jeweils weniger als einen Meter unter dem Tunnel der Northern Line und über einem Rolltreppenschacht verläuft.
Die Ausschreibungen für die zwei Haupt-Tunnelbauverträge wurden im August 2009 im Amtsblatt der Europäischen Union veröffentlicht. Das Baulos Tunnels West (C305) umfasste den 6,2 km langen Abschnitt von Royal Oak bis Farringdon, mit einem Tunnelportal westlich von Paddington. Das Baulos Tunnels East (C300) umfasste drei Tunnelsektionen und Startschächte im Osten Londons. Den Zuschlag für Tunnels West erhielten Ende 2010 die Unternehmen BAM Nuttall, Ferrovial und Kier Group, während bei Tunnels East die Unternehmen Dragados und Sisk Group erfolgreich waren. Schließlich wurde im August 2011 das letzte Baulos C310 (Plumstead nach North Woolwich), das einen Tunnel unter der Themse umfasste, an Hochtief und J. Murphy & Sons vergeben.
BAM Nuttall und Van Oord erhielten im Dezember 2011 den Auftrag zugesprochen, den bei der Tunnelbohrung anfallenden Aushub nach Wallasey Island, einer Insel vor der Küste von Essex, zu transportieren. Der Aushub mit einem Gesamtgewicht von über sieben Millionen Tonnen wurde dort dazu verwendet, das von der Royal Society for the Protection of Birds geplante Vogelschutzgebiet Wallasey Wetlands aufzuschütten. Die Tunnelbohrarbeiten endeten offiziell am 4. Juni 2015 bei Farringdon in Anwesenheit des Premierministers und des Bürgermeisters. Der Gleisbau war Mitte September 2017 abgeschlossen.

#### Tunnelbohrmaschinen
Zur Anwendung kamen acht Tunnelbohrmaschinen (TBM) des deutschen Herstellers Herrenknecht. Sie hatten einen Durchmesser von 7,1 m, wogen 980 Tonnen und waren 148 m lang. Sechs TBM waren für den Einsatz in standfesten Kreidefelsformationen ausgerüstet, zwei für instabile Ablagerungen aus Lehm, Sand und Kies unter der Themse.
Traditionsgemäß erhielten die TBM Namen, die von der Crossrail-Gesellschaft in einem öffentlichen Wettbewerb bestimmt wurden. Am 13. März 2012 wurden die ersten drei Namenspaare bekanntgegeben.
- Ada und Phyllis (Sektion Royal Oak–Farringdon), benannt nach Ada Lovelace und Phyllis Pearsall
- Victoria und Elizabeth (Sektion Limmo Peninsula–Farringdon), benannt nach den Königinnen Victoria und Elisabeth II.
- Mary und Sophia (Sektion Plumstead–North Woolwich), benannt nach den Ehefrauen von Isambard Kingdom Brunel und Marc Isambard Brunel

Am 16. August 2013 wurden die zwei Namen für das vierte TBM-Paar bekanntgegeben.
- Jessica und Ellie (Sektionen Pudding Mill Lane–Stepney Green und Limmo Peninsula–Victoria Dock), benannt nach Jessica Ennis-Hill und Eleanor Simmonds

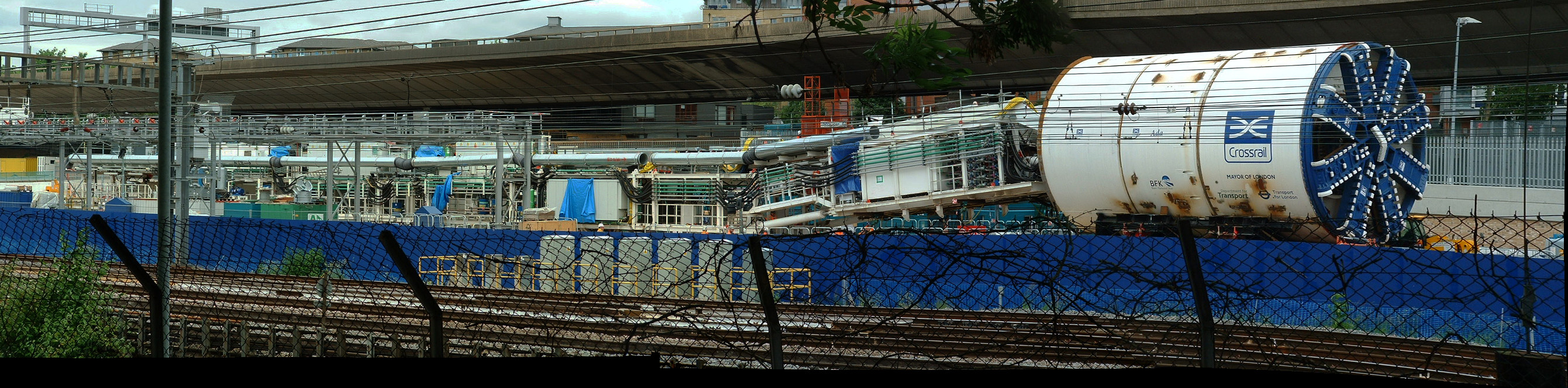
Tunnelbohrmaschine Ada

#### Archäologische Grabungen
Die Tunnelbohrarbeiten im Rahmen des Crossrail-Projekts boten die einmalige Gelegenheit, den Untergrund in Teilen der Londoner Innenstadt zu erforschen, die vorher als unzugänglich galten. CLRL leitete eines der umfangreichsten archäologischen Forschungsprojekte in der britischen Geschichte. Über hundert Archäologen förderten zehntausende von Objekten aus 40 Grabungsstellen zutage (insbesondere im Bereich der zukünftigen Bahnhöfe). Mehr als 500 dieser Objekte wurden von Februar bis September 2017 während einer Sonderausstellung im Museum of London Docklands ausgestellt.
Zu den bedeutendsten Funden gehörte der frühere Friedhof des Bethlem Royal Hospital (Bedlam) im Bereich des Bahnhofs Liverpool Street, wo über 3300 Skelette aus dem 16. und 17. Jahrhundert zum Vorschein kamen. Viele der dort Bestatteten starben 1665 während der Großen Pest von London. Ein weiterer freigelegter Friedhof beim Charterhouse Square enthält vor allem die Überreste von Menschen, die Mitte des 14. Jahrhunderts Opfer des Schwarzen Todes wurden. Weitere bemerkenswerte Funde sind u. a.
- 55 Millionen Jahre alter Bernstein
- Rentier- und Bisonskelette, die bis zu 68.000 Jahre zurückreichen
- Kieferknochen von Wollhaarmammuts
- Feuerstein-Werkzeuge aus der späteren Mittelsteinzeit (vor ca. 6000 bis 8500 Jahren)
- Bohlenwege aus der Bronzezeit
- über 300 Schädel aus der Römerzeit
- die frühere Residenz des Marquess of Worcester (erbaut 1597)
- mehr als 13.000 Glas- und Keramikgefäße des Lebensmittelherstellers Crosse & Blackwell
- ein von Isambard Kingdom Brunel errichteter Lokschuppen der Great Western Railway

## Angebot

### Einführung in Etappen
Am 18. Juli 2014 gab London Rail (die Bahnverkehrsabteilung von Transport for London) bekannt, dass die MTR Corporation aus Hongkong den Zuschlag für die achtjährige Betriebskonzession erhalten habe, mit einer Option für zwei weitere Jahre. MTR gründete zu diesem Zweck ein neues Eisenbahnverkehrsunternehmen namens TfL Rail. Es übernahm am 31. Mai 2015 als Vorlaufbetrieb die Strecke von Liverpool Street nach Shenfield, deren Konzession zuvor im Besitz von Abellio Greater Anglia gewesen war. Am selben Tag übernahm TfL Rail von der Great Western Railway auch die Konzession für den Vorortverkehr von Paddington nach Reading und Heathrow.
Die Strecke wurde am 23. Februar 2016 durch Königin Elisabeth II. in Elizabeth Line umbenannt. Ähnlich wie nach der Übertragung der Silverlink-Strecken an London Overground wird Transport for London die bestehenden Bahnhöfe generalüberholen, neue Fahrkartenautomaten und Bahnsteigsperren installieren, die Oyster-Card einführen und dafür sorgen, dass alle Bahnhöfe mit Personal besetzt sind. Bestehende Schienenfahrzeuge wurden an das Erscheinungsbild von TfL Rail angepasst.
Die Aufnahme des Bahnverkehrs im zentralen Tunnelabschnitt war ursprünglich für Dezember 2018 vorgesehen. Ende August 2018 gab Crossrail Ltd. bekannt, dass dieser Termin nicht eingehalten werden könne. Das Unternehmen begründete dies damit, dass man mehr Zeit für den Einbau der sicherheitstechnischen Einrichtungen sowie für Testfahrten benötige und nannte den Herbst 2019 als neuen Eröffnungstermin. Zu diesem Zeitpunkt sollte auch die Anpassung der Signalanlagen auf der Great Western Main Line abgeschlossen sein. Auch dieser Termin konnte nicht eingehalten werden. Im Dezember 2019 ließ Crossrail Ltd. verlauten, dass sich die Eröffnung des zentralen Tunnelabschnitts möglicherweise um bis zu zwei Jahre verzögern werde. Bereits im Juli 2018 war bekannt geworden, dass das Budget um rund 600 Millionen Pfund überschritten worden sei und die Baukosten nunmehr 15,4 statt 14,8 Milliarden Pfund betragen. Anfang 2020 stieg diese Summe auf 18,25 Milliarden Pfund an. Im August 2020 wurde bekannt, dass sich die Fertigstellung des zentralen Abschnitts zwischen Paddington und Abbey Wood erneut verzögerte. Die Betriebsaufnahme für Fahrgäste wurde nun für den 24. Mai 2022 vorgesehen. Die Kosten erhöhten sich nun auf 18,7 Milliarden Pfund.
Der erste Teil der Tunnelstrecke zwischen Paddington und Abbey Wood wurde am 24. Mai 2022 eröffnet, der Bahnhof Bond Street wurde zunächst jedoch nicht bedient und erst am 24. Oktober 2022 eröffnet. Die Verbindung in Paddington zur bestehenden Great Western Main Line wurde zunächst noch nicht befahren und folgte am 6. November 2022, gemeinsam mit der Aufnahme des Betriebs auf dem nördlichen Tunnelast nach Stratford.
| Etappe | Karte                  | geplantes Datum | tatsächliches Datum | Anmerkungen |
| ------ | ---------------------- | --------------- | ------------------- | --- |
| 0      | Vorlaufbetrieb ab 2015 | Mai 2015        | 31. Mai 2015        | Übertragung der bestehenden Vorortsverbindung zwischen Liverpool Street und Shenfield von Abellio Greater Anglia an TfL Rail. |
| 1      |                        | Mai 2017        | 22. Juni 2017       | Inbetriebsetzung der Triebwagen der Baureihe 345. |
| 2      | Zweite Etappe ab 2018  | Mai 2018        | 20. Mai 2018        | Übertragung der bestehenden Vorortsverbindung zwischen Paddington (oberirdischer Teil) und Heathrow Terminal 4 von Heathrow Connect an TfL Rail. TfL Rail übernahm von Heathrow Express auch die Shuttle-Verbindung zwischen Heathrow Central und Heathrow Terminal 4. |
| 5a     | Abschnitt nach Reading | –               | 15. Dezember 2019   | Übertragung der meisten Züge zwischen Paddington und Reading von Great Western Railway an TfL. |
| 3      | Dritte Etappe ab 2021  | Dezember 2018   | 24. Mai 2022        | Aufnahme des Betriebs zwischen Paddington (unterirdischer Teil) und Abbey Wood; dieser Abschnitt und bestehende TfL-Strecken wurden in Elizabeth Line umbenannt. |
| 4      | Vierte Etappe 2022     | Mai 2019        | 6. November 2022    | Aufnahme des Betriebs der Elizabeth Line zwischen Paddington und Shenfield via Whitechapel |
| 5      | Fünfte Etappe ab 2022  | Dezember 2019   | 6. November 2022    | Alle Verbindungen von Heathrow nach Paddington werden nach Shenfield und Abbey Wood durchgebunden, die verbleibenden Züge zwischen Reading und Paddington zur Elizabeth Line transferiert und durchgebunden.                                                           |

### Fahrplan
Nach der Aufnahme des Vollbetriebs halten sämtliche Züge im zentralen Abschnitt an allen Bahnhöfen. Ähnlich wie bei Thameslink verkehrt die Elizabeth Line außerhalb der Tunnelabschnitte auf bereits bestehenden Bahnstrecken. Auf diesen Strecken werden weiterhin auch Züge anderer Bahngesellschaften verkehren, beispielsweise der Heathrow Express zwischen Paddington und dem Flughafen Heathrow. Zwischen Paddington und Whitechapel sollen ab Mai 2023 stündlich 24 Züge verkehren, also ein Zug alle zweieinhalb Minuten.
Die Elizabeth Line ermöglicht bedeutende Zeitgewinne, da das Umsteigen auf andere Bahnstrecken oder auf Linien der London Underground entfällt:
| Strecke                           | Vorher | Heute |
| --------------------------------- | ------ | ----- |
| Paddington – Tottenham Court Road | 20     | 05    |
| Paddington – Canary Wharf         | 34     | 18    |
| Bond Street – Paddington          | 15     | 03    |
| Bond Street – Whitechapel         | 24     | 11    |
| Canary Wharf – Liverpool Street   | 21     | 07    |
| Canary Wharf – Heathrow           | 55     | 45    |
| Whitechapel – Canary Wharf        | 13     | 04    |
| Abbey Wood – Heathrow             | 93     | 56    |

### Betreiberwechsel
Für den Betrieb des Netzes ab 2025 gab es eine Ausschreibung, wobei die Angebote folgender Unternehmen von 4 Bewerbern angenommen wurden. Im November 2024 wurde bekanntgeben, dass GTS Rail Operation, eine Joint Venture von Go-Ahead, Sumitomo Group und Tokyo Metro, den Zuschlag für die Konzession zum Betrieb der Elizabeth Line erhalten hat, wobei die Dauer der Konzession zunächst sieben Jahre mit einer Option für zwei weitere Jahre beträgt. Der Betreiberwechsel erfolgte am 25. Mai 2025.

## Weitere Planungen

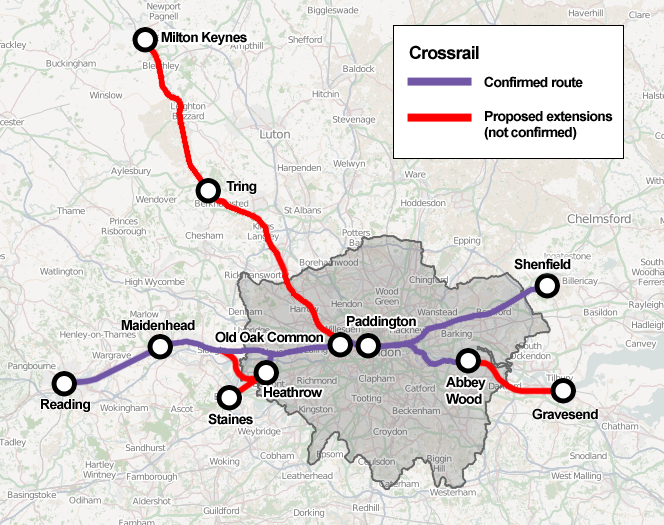
Von Network Rail vorgeschlagene Verlängerungen

Im Jahr 2010 durchgeführte Planungen sehen zu einem späteren Zeitpunkt den Bau des Bahnhofs Old Oak Common (zwischen Paddington und Acton Main Line) vor. Dadurch entstünde eine Verknüpfung mit der projektierten Hochgeschwindigkeitsstrecke High Speed 2 zwischen London und Birmingham, mit der Central Line und Strecken von London Overground. Die Eröffnung soll 2026 erfolgen. Der London City Airport schlug 2013 in seiner Zehnjahres-Strategie die Wiedereröffnung des sieben Jahre zuvor stillgelegten Bahnhofs Silvertown vor, um den Flughafen an die Crossrail-Strecke anzubinden. Die Kosten werden auf 50 Millionen Pfund geschätzt und würden vom Flughafen selbst finanziert; der London Borough of Newham unterstützt das Vorhaben grundsätzlich.
Die im Juli 2011 von Network Rail veröffentlichte Streckennutzungsstrategie empfahl die Umleitung des Nahverkehrs auf der West Coast Main Line (WCML) zwischen London Euston und Milton Keynes hin zur Crossrail-Strecke, um in Euston zusätzliche Kapazitäten für High Speed 2 zu schaffen. Dies würde direkte Verbindungen von der WCML nach Shenfield, Canary Wharf und Abbey Wood ermöglichen, die London Underground um Euston entlasten, die Kapazität von Crossrail westlich von Paddington besser ausnutzen und den Anschluss des Flughafens Heathrow von Norden her verbessern. Unterstaatssekretär Patrick McLoughlin ließ im August 2014 verlauten, dass die Regierung zumindest eine Verlängerung von Crossrail bis nach Tring in Betracht ziehe. Der Vorschlag wurde jedoch zwei Jahre später aufgrund ungenügender Wirtschaftlichkeit zu den Akten gelegt. Transport for London zieht eine Verlängerung der Crossrail-Strecke von Abbey Wood in östlicher Richtung nach Ebbsfleet in Betracht und bestätigte entsprechende Absichten im Januar 2018.

## Filme
- Londons Megatunnel – Projekt der Superlative (OT: The Fifteen Billion Pound Railway). Dokumentation, Großbritannien, 2014-, 5 Folgen, 177 Min., Von: Joby Lobmann, Produktion: windfallfilms, BBC Two, Original-Erstausstrahlung: ab 16. Jul. 2014 bei BBC Two, deutsche Erstsendung: ab 17. Jan. 2019 bei kabel eins Doku
- Das Crossrail-Projekt in London. (OT: Mega City Railway.) Dokumentarfilm, Großbritannien, 2017, 47:19 Min., Buch und Regie: Matthew Grosch, Greg Williams, Produktion: Science Channel, Reihe: Geniale Technik, (OT: Impossible Engineering), Original-Erstausstrahlung: 27. April 2017 bei Science Channel U.S., deutsche Erstsendung: 12. Juni 2017 bei n-tv, Inhaltsangabe von n-tv, online-Video (englisch)
- Präzise bohren – In London entstehen 118 Kilometer neue U-Bahn-Strecke. Dokumentarfilm, Deutschland, 2017, 5:38 Min., Buch und Regie: N.N., Produktion: 3sat, Reihe: nano, Erstsendung: 26. Mai 2017 bei 3sat, online-Video.